# Łoże (kusza)
Łoże kuszy – element konstrukcyjny kuszy, do którego przymocowane jest łuczysko i w którym zainstalowany jest mechanizm spustowy, a także urządzenia pomagające w napinaniu kuszy (strzemię i czasami zakładana tylko na chwilę korba z zapadką). Ponadto łoże służy do trzymania broni przez kusznika. 
Łoże kuszy robiono najczęściej z jabłoni, gruszy, jesionu, orzecha lub innego twardego drzewa. Do łoża za pomocą konopnego sznura przytwierdzano łuczysko i strzemię. Łuczyska stalowe mocowano metalowymi sztabami, zwanymi antabami. W łożu kuszy w centralnie wykonanym wyżłobieniu zainstalowany był orzech. Strzemię było przymocowane w przedniej części łoża, przed łuczyskiem, a korbę montowano na jego przeciwnym końcu.